# فضائل القرآن

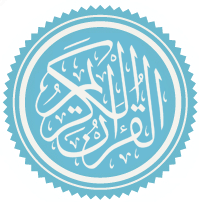

فضائل القرآن كثيرة جدًّا، لا تعد ولا تحصى؛ فالقرآن الكريم عند المسلمين هو الكتاب الذي أنزله الله تعالى على محمد صلى الله عليه وسلم، هداية ورحمة للناس جميعًا، وهو كتاب الله الخالد، وحجته البالغة، وهو باق إلى أن تَفنى الحياة على الأرض.
وقراءة القرآن فضلها عظيم، بها يحصل المسلم الحسنات، وينال الأجر العظيم، وفي ذلك يقول النبي صلى الله عليه وسلم: «من قرأ حرفًا من كتاب الله فله به حسنة، والحسنة بعشر أمثالها، لا أقول (الم) حرف، ولكن ألف حرف، ولام حرف، وميم حرف»، ولحافظ القرآن أجر عظيم عند الله؛ فإن القرآن يشفع لصاحبه يوم القيامة، ويعلي منزلته ودرجته في الجنة؛ فيكون مع الملائكة السفرة الكرام البررة. ومن فضائل تعلم القرآن وتعليمه: أن جعل الله مَن تعلم القرآن وعلمه غيره خير الناس وأفضلهم.

## فضل القرآن الكريم
يؤمن المسلمون أن القرآن الكريم هو الكتاب الذي أنزله الله تعالى على محمد صلى الله عليه وسلم، هداية ورحمة للناس جميعًا، وفيه سعادتهم وفلاحهم، وهو كتاب الله الخالد وحجته البالغة، وهو باق إلى أن تفنى الحياة على الأرض، وفيه أنزل الله شريعته وحُكمه التام الكامل؛ ليتخذه الناس شرعة ومنهاج حياة، وهو معجزة محمد صلى الله عليه وسلم التي عجز الجن والإنس جميعًا عن أن يأتوا بمثلها بعد أن تحداهم الله بذلك؛ فقال الله تعالى: {قُلْ لَئِنِ اجْتَمَعَتِ الْإِنْسُ وَالْجِنُّ عَلَى أَنْ يَأْتُوا بِمِثْلِ هَذَا الْقُرْآنِ لَا يَأْتُونَ بِمِثْلِهِ وَلَوْ كَانَ بَعْضُهُمْ لِبَعْضٍ ظَهِيرًا}، والقرآن الكريم له منزلة عظيمة جدًّا عند الله، حتى أنه تبارك وتعالى أقسم به فقال: {ق وَالْقُرْآنِ الْمَجِيدِ} [سورة ق، آية: 1].

## فضل قراءة القرآن الكريم
يستحب للمسلم أن يداوم على تلاوة القرآن الكريم، وأن يكثر منها، وهو بذلك يتبع سنة جليلة من سنن الإسلام، وقد بين الله سبحانه وتعالى ورسوله الكريم فضل تلاوة القرآن، قال تعالى: {إِنَّ الَّذِينَ يَتْلُونَ كِتَابَ اللَّهِ وَأَقَامُوا الصَّلَاةَ وَأَنْفَقُوا مِمَّا رَزَقْنَاهُمْ سِرًّا وَعَلَانِيَةً يَرْجُونَ تِجَارَةً لَنْ تَبُورَ} [سورة فاطر، آية: 29] وقال الرسول الكريم صلى الله عليه وسلم: «وما اجتمع قوم في بيت من بيوت الله، يتلون كتاب الله، ويتدارسونه بينهم، إلا نزلت عليهم السكينة، وغشيتهم الرحمة وحفتهم الملائكة، وذكرهم الله فيمن عنده».
وكذلك من فضل قراءة القرآن: تحصيل الحسنات، ونيل الأجر العظيم، وفي ذلك يقول النبي صلى الله عليه وسلم: «من قرأ حرفًا من كتاب الله فله به حسنة، والحسنة بعشر أمثالها، لا أقول (الم) حرف، ولكن ألف حرف، ولام حرف، وميم حرف».
ومنه أيضًا: علو شأن قارئ القرآن، ووصوله إلى المكانة العالية والدرجة الرفيعة التي لا تُعطَى لغيره، يقول النبي صلى الله عليه وسلم: «يُقال لصاحب القرآن: اقرأ، وارْقَ، ورتل كما كنت ترتل في الدنيا؛ فإن منزلتك عند آخر آية تقرؤها».

## فضل حفظ القرآن الكريم
إن لحافظ القرآن أجرًا عظيمًا عند الله؛ فإن القرآن يشفع لصاحبه يوم القيامة، ويُعلي منزلته ودرجته في الجنة؛ فيكون مع الملائكة السفرة الكرام البررة، ويتعدى نفعه لغيره في الدنيا والآخرة، ويكون له عظيم الأثر في حياته وبعد مماته، وفي هذا يقول النبي صلى الله عليه وسلم: «مثل الذي يقرأ القرآن وهو حافظ له مع السفرة الكرام البررة».
كما أن حافظ القرآن يَلبس والداه تاجًا يوم القيامة؛ إكرامًا لهما على تربيته على حفظ القرآن، يقول النبي صلى الله عليه وسلم: «من قرأ القرآن وعمل بما فيه، أُلبس والداه تاجًا يوم القيامة، ضوؤه أحسنُ من ضوء الشمس في بيوت الدنيا لو كانت فيكم، فما ظنكم بالذي عمل بهذا؟».
وكذلك شفاعة القرآن لصاحبه وحفظه له من النار يوم القيامة، يقول النبي صلى الله عليه وسلم: «الصيام والقرآن يشفعان للعبد يوم القيامة، يقول الصيام: أي رب، منعته الطعام والشهوات بالنهار، فشفِّعني فيه، ويقول القرآن: منعته النوم بالليل، فشفِّعني فيه، قال: فيشفعان».
وكذلك يُقدَّم حافظ القرآن على غيره في إمامة الصلاة، لأحقيته في ذلك، يقول النبي صلى الله عليه وسلم: «يؤم القوم أقرؤهم لكتاب الله».

## فضل تعلم القرآن الكريم وتعليمه
ذهب علماء المسلمين إلى أن حفظ القرآن الكريم واجب كفائي على الأمة، حتى لا تدخله يد التحريف، فإن حفظته فئة من المسلمين سقط الواجب عن الباقي، وإن لم يحفظه أحد أثموا جميعًا، وكذلك تعليم القرآن للناس له نفس الحكم، ومن فضائل تعلم القرآن وتعليمه أن جعل الله من تعلم القرآن وعلمه غيره خير الناس وأفضلهم، وفي ذلك يقول النبي صلى الله عليه وسلم: «خيركم من تعلم القرآن وعلمه».

## أهمية العلم بفضل القرآن الكريم
المعرفة بفضل القرآن الكريم تجعل المسلم مقبلًا على مصاحبة القرآن؛ فمعرفته بثمرة تعلم القرآن يزيد تعظيمه لكتاب الله، ومراعاته لحرمته، ومعرفته بمكانته، والمؤمن الحق يتخذ القرآن هاديًا ومنيرًا ليميز به بين الحق والباطل؛ فيطمئن إليه وتسكن روحه عند تلاوته، وإذا وسوس له الشيطان ليصرفه عن تلاوته، فإن تذكره لفضل القرآن يجعله أكثر تمسكًا به؛ لرسوخ القرآن في قلبه، وهذا يجعله حريصًا على تعلم علومه؛ فيزيده فقهًا في الدين، ويجعله أعظم دراية بأحكامه.

## فضل أهل القرآن
من فضل القرآن على صاحبه أنه ينسبه إليه؛ فيصير من أهل القرآن الذين هم أهل الله وخاصته، يقول النبي صلى الله عليه وسلم: «أهل القرآن هم أهل الله وخاصته»، ولكي يتصف صاحب القرآن بهذه الصفة؛ فإنه لا بد أن يؤدي حق القرآن، ويُقبل عليه، ويتطهر من الذنوب، ويكثر من الطاعات، 
فإن شرف العلم من شرف المعلوم، فإن كان المعلوم والمحفوظ هو كتاب الله، فإن ذلك سبب لزيادة شأن حامله وارتفاع قدره.